# Petromyzon marinus
La lampreda di mare (Petromyzon marinus [Linnaeus, 1758), è una specie appartenente alla classe degli Agnati, predatore parassita di altri pesci.

## Distribuzione e habitat
Questa specie dimora presso i litorali marini e risale lungo i fiumi nel periodo della riproduzione (tipico esempio di migrazione anadroma), che avviene in zone con correnti rapide e fondali ghiaiosi.
È una specie diffusa lungo tutte le coste europee, sia del Mediterraneo che dell'Atlantico; la si trova anche in America settentrionale, da Terranova alla Florida.
In Italia era originariamente presente lungo tutte le coste, ma a seguito della sua rarefazione a causa degli impatti antropici si è estinta in quasi tutta la penisola, con la sola eccezione del fiume Magra, dove esiste ancora una popolazione riproduttiva. 
Gli adulti, che vivono in mare come parassiti di pesci ossei e cetacei, possono essere rinvenuti occasionalmente nelle foci o nel basso corso dei fiumi anche nel resto dell'Italia tirrenica.

## Descrizione, vita e caratteristiche
Corpo lungo fino a 1,2 metri con un peso che arriva fino a 2,5 kg, cilindrico affusolato, compresso posteriormente, con una doppia pinna dorsale; bocca ovale con piastra sopraorale munita di due denti vicini tra loro, piastra suborale con 7-9 denti e 4 piastre labiali con due denti ciascuna. 
Gli esemplari adulti hanno una livrea bruno-nerastra sul dorso, con macchie scure su fondo giallo verdastro sui fianchi e il ventre biancastro, mentre gli esemplari giovani presentano una colorazione uniforme bruno-chiara.
La lampreda di mare adulta è un parassita che attacca molti pesci marini e d'acqua dolce, compresi salmoni, trote, aringhe, sgombri e alcuni squali. Si attacca alla preda con i denti e ne succhia il sangue utilizzando la ruvida lingua. Per la riproduzione, migra dal mare all'acqua dolce. L'apertura del canale di Welland nel 1929 permise alle lamprede di mare di arrivare ai Grandi Laghi del Nord America, costringendole però a restarvi, senza più sbocco al mare, e provocandone un'enorme diffusione a spese delle Specie locale.

## Riproduzione
Gli accoppiamenti avvengono tra la primavera e l'inizio dell'estate, dopo che la coppia risale i corsi dei fiumi e scava tra la ghiaia una buca in cui vengono deposte le uova di circa 1 mm di diametro. 

Durante la risalita, le lamprede non si nutrono e, dopo la deposizione, muoiono. 

Dopo la schiusa le larve, che hanno colore uniforme e un'unica pinna dorsale, si spostano in tratti di fiume a corrente tranquilla e trascorrono nel fango da 2 a 5 anni prima di compiere la metamorfosi, dopo la quale, raggiunta una lunghezza di 10-20 cm, migrano verso il mare.

## Alimentazione

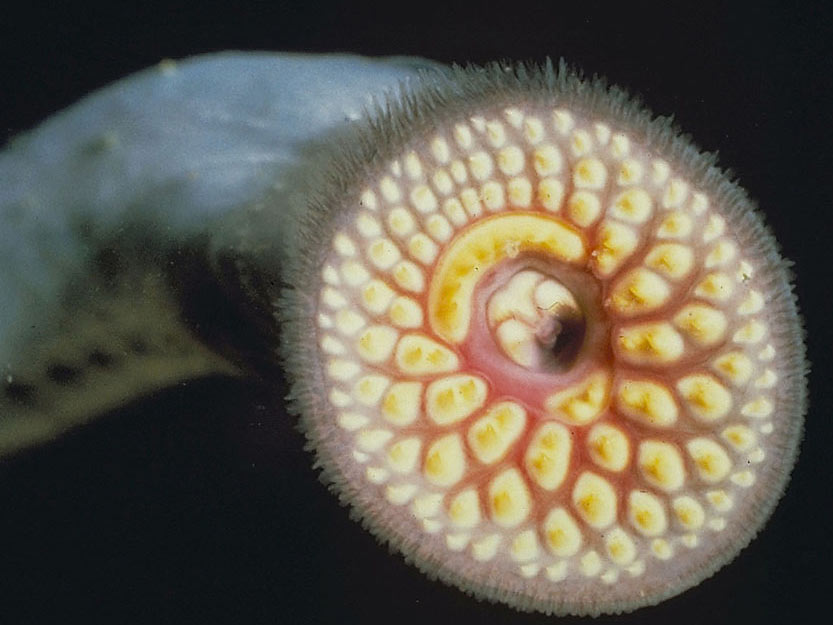
Apparato boccale

È un ectoparassita di merluzzi, sgombri, aringhe ed altri pesci, ai quali succhia il sangue, grazie al suo apparato boccale.

## Specie protetta
La convenzione di Berna (Appendice III) annovera Petromyzon marinus tra la fauna protetta. Nella lista rossa della IUCN, viene indicata attualmente come specie LC, cioè a "bassa preoccupazione".

## Nomi comuni
- (EN)  Sea lamprey
- Lampreiùn (Piemonte), Sussa pèixe (Liguria), Zufflòt (Lombardia), Sucapèce (Campania, Calabria), Alàmpuia (Sicilia), Gianfrèta (Puglia)